# Enbetsu
Enbetsu (遠別町, Enbetsu-chō) est un bourg du district de Teshio, situé dans la sous-préfecture de Rumoi, sur l'île de Hokkaidō, au Japon.

## Géographie

### Démographie
Au 31 mars 2015, la population d'Enbetsu s'élevait à 2 865 habitants répartis sur une superficie de 590,80 km2.